# La muerte del pollito
La muerte del pollito (en el original en italiano, La morte del pulcino) es un óleo sobre lienzo de 52,5 x 61,5 cm creado en 1878 por el pintor italiano Antonio Rotta. Firmado abajo a la izquierda: "A. Rotta 1878".

## Historia
La pintura fue terminada en 1878 y se exhibe en el Museo de Arte Moderno y Contemporáneo de Trento y Rovereto en Trento, como una de las obras representativas más interesantes de la pintura de género italiana.

## Descripción
Rotta siempre se interesó por la representación de la verdadera vida cotidiana, encontrando en ella una profunda introspección del alma humana. Es la naturaleza muerta según el realismo, el momento en el que muere la inocencia de los niños que ven la muerte por primera vez y juntos alcanzan así el conocimiento de la vida.